# Club nautique Chambéry Bourget du Lac
Le Club Nautique Chambéry Bourget du Lac (ou CNCB) est un club d'aviron présent en France dans le département de la Savoie au Bourget-du-Lac. Il fut fondé en 1898.

## Présentation
Le club se situe sur la rive ouest du lac du Bourget, le plus grand lac naturel de France. Le CNCB est ouvert aux novices comme aux rameurs les plus confirmés qui pour certains représentent la France lors de grandes compétitions. 
Le club ouvre ses portes également aux :
- classes sportives
- entreprises
- universitaires
- scolaires

Les couleurs du club sont le bleu et le blanc. Les rames sont blanches avec en diagonale au milieu une bande bleue. Les tenues sont bleues avec une bande blanche sur les côtés et le logo du club sur la poitrine.

## Résultats
Le club participe tout au long de l'année à de nombreuses compétitions locales, régionales mais également nationales.